# Scheffler (Familienname)
Scheffler ist ein alter Handwerkername, der sich wie die Familiennamen Schaeffler und Schäffler auf die verwandten Begriffe Scheffel und Schaff bezieht. 
Zu den Namensträgern gehören folgende Personen: 

### A
- Adolf Scheffler (1828–1913), deutscher Maschinenbauingenieur und Hochschullehrer
- Alois Scheffler (1915–2014), deutscher Fußballfunktionär
- Andreas Scheffler (* 1966), deutscher Autor und Herausgeber
- Arno Scheffler (* 1939), deutscher Kameramann
- Axel Scheffler (* 1957), deutscher Illustrator

### B
- Beate Scheffler (* 1952), deutsche Politikerin (Bündnis 90/Die Grünen, SPD)
- Béla Scheffler (1902–1942), sowjetischer Architekt
- Bernd Scheffler (* 1947), deutscher Politiker (CDU)

### C
- Christian Scheffler (Orgelbauer) (* 1954), deutscher Orgelbauer
- Christian Scheffler (Handballspieler) (* 1972), deutscher Handballspieler
- Christoph Thomas Scheffler (1699–1756), deutscher Maler

### D
- Dietrich Scheffler (* 1937), deutscher Patentanwalt
- Dominic Scheffler (* 2004), Schweizer Baseballspieler

### E
- Erich Scheffler (1898–1945), deutscher Spediteur und Judenretter
- Erna Scheffler (1893–1983), deutsche Juristin
- Ernst Scheffler (1891–1954), deutscher Politiker (KPD/SED)
- Ernst Ulrich Scheffler (* 1944), deutscher Architekt
- Erwin Scheffler (1927–2009), deutscher Fußballspieler

### F
- Felix Scheffler (1915–1986), deutscher Marineoffizier, Konteradmiral
- Felix Anton Scheffler (1701–1760), deutscher Maler und Freskant
- Florian Scheffler (* 1972), deutscher Musiker und Trompeter
- Franziska Scheffler (Chemikerin) (* 1964), deutsche Chemikerin und Hochschullehrerin
- Franziska Scheffler (Triathletin) (* 1989), deutsche Duathletin und Triathletin

### G
- Georg Anton Christoph Scheffler (1762–1825), deutscher Pädagoge und Philologe
- Georg Scheffler (1877–1933), deutscher Politiker
- Georg Scheffler (Richter), deutscher Richter (1891–1975), zuletzt Richter am Bundesgerichtshof
- Gerhard Scheffler (1894–1977), deutscher Politiker (NSDAP)
- Gisela Scheffler (1937–2015), deutsche Kunsthistorikerin

### H
- Hannah Scheffler (* 1999), deutsche Fußballspielerin
- Hartmut Scheffler (* 1955), deutscher Meinungsforscher
- Heini Scheffler (1925–2020), deutscher Grafiker
- Helmut Scheffler (1928–2008), deutscher Astronom
- Herbert Scheffler (1899–1947), deutscher Autor und Theaterregisseur
- Hermann Scheffler (Physiker) (1820–1903), deutscher Ingenieur, Mathematiker und Physiker
- Hermann Scheffler (Gewerkschafter) (1884–1951), Gewerkschafter und Widerstandskämpfer
- Hermann Scheffler (Politiker, 1893) (1893–1933), deutscher Politiker (KPD)
- Hermann Scheffler (Politiker, 1920) (1920–1983), deutscher Politiker (SPD), MdB
- Horst Scheffler (Geologe) (1934–2018), deutscher Geologe
- Horst Scheffler (Maler) (* 1935), deutscher Maler und Grafiker

### I
- Ingrid Scheffler (* 1955), deutsche Medienwissenschaftlerin
- Israel Scheffler (1923–2014), US-amerikanischer Philosoph

### J
- Jacob Christoph Scheffler (1698–1745), deutscher Arzt aus Altdorf
- János Scheffler, rumänischer Geistlicher,  Bischof von Satu Mare
- Jens Scheffler (* 1960), deutscher Endurosportler
- Johann Ludwig von Scheffler (1852–1925), deutscher Kunsthistoriker
- Johann Peter Ernst von Scheffler (1739–1809), deutscher Arzt und Mineraloge
- Johannes Scheffler, eigentlicher Name von Angelus Silesius (1624–1677), deutscher Lyriker, Theologe und Arzt
- Johannes Scheffler (Ökonom) (1879–1944), deutscher Wirtschaftswissenschaftler und Hochschullehrer
- John Julia Scheffler (1867–1942), deutscher Komponist und Dirigent

### K
- Karl Scheffler (Architekt) (1838–1911), österreichischer Architekt
- Karl Scheffler (Kunstkritiker) (1869–1951), deutscher Kunstkritiker
- Karl von Scheffler (1820–1898), preußischer General der Infanterie

### M
- Martin Scheffler (1919–2013), deutscher Ingenieurwissenschaftler
- Matthias Scheffler (* 1951), deutscher Physiker
- Matthias Scheffler (Mediziner) (* 1980), deutscher Krebsforscher
- Michael Scheffler (Politiker, 1954) (* 1954), deutscher Politiker (SPD)
- Michael Scheffler (Politiker, 1973) (* 1973), deutscher Politiker (CDU)

### P
- Paul Scheffler (1907–nach 1965), deutscher Politiker (NDPD)
- Paul Friedrich Scheffler (1895–1985), deutscher Rechtsanwalt und Politiker (LDPD)

### R
- Reinhold Ernst Christoph Scheffler (1721–1766), Prediger in Danzig
- Richard Scheffler (1891–1973), deutscher Architekt
- Rike Scheffler (* 1985), deutsche Lyrikerin, Performerin und Musikerin
- Rudolf Scheffler (1884–1973), deutsch-amerikanischer Maler

### S
- Samuel Scheffler (* 1951), US-amerikanischer Philosoph und Hochschullehrer
- Scottie Scheffler (* 1996), US-amerikanischer Golfspieler
- Siegfried Scheffler (Musiker) (1892–1969), deutscher Komponist, Dirigent und Musikkritiker
- Siegfried Scheffler (* 1944), deutscher Politiker (SPD)
- Steve Scheffler (* 1967), US-amerikanischer Basketballspieler

### T
- Tom Scheffler (* 1954), US-amerikanischer Basketballspieler
- Tony Scheffler (* 1983), US-amerikanischer American-Football-Spieler

### U
- Ulrike Scheffler (* 1974), deutsche Fernsehmoderatorin und Sängerin
- Ursel Scheffler (* 1938), deutsche Kinderbuchautorin
- Ute Scheffler (* 1944), deutsche Politikerin (Bündnis 90/Die Grünen)
- Uwe Scheffler (1956–2021), deutscher Rechtswissenschaftler und Hochschullehrer

### W
- Walter Scheffler (1880–1964), deutscher Buchbinder und Lyriker
- Werner Scheffler (1921–2013), deutscher Tischtennisfunktionär
- Wilhelm Scheffler (1847–1913), deutscher Romanist
- Wolfgang Scheffler (Kunsthistoriker) (1902–1992), deutscher Kunsthistoriker
- Wolfgang Scheffler (Historiker) (1929–2008), deutscher Historiker und Politikwissenschaftler
- Wolfgang Scheffler (Journalist) (* 1948), deutscher Journalist
- Wolfgang Scheffler (Musiker), deutscher Pianist und Komponist,
- Wolfram Scheffler (* 1956), deutscher Ökonom und Hochschullehrer
- Wolfram Adalbert Scheffler (* 1956), deutscher Maler und Zeichner